# Paul Couderc (sportif)
Pour les articles homonymes, voir Couderc et Paul Couderc.
Paul Couderc, né à Auch en France le 4 septembre 1996, est un sportif professionnel de VTT slopestyle et freeride français.
Il participe depuis 2012 au Freeride Mountain Bike World Tour, compétition internationale qui regroupe les meilleurs coureurs de la discipline.
Au terme de l'année 2023 il se classe cinquième de la compétition au niveau mondial, et meilleur Français.
Il s'est fait connaître pour ses figures créatives et atypiques, dont certaines n'avaient jamais été réalisées auparavant tel que le « halfcab flair. »

## Biographie
Paul Couderc naît à Auch et grandit dans la commune de Lissac-et-Mouret, il habite actuellement à Figeac dans le Lot. Il est passionné par le VTT dès son plus jeune âge mais les infrastructures adéquates pour l'apprentissage de figures manquent dans sa région. En conséquence il est obligé de se déplacer dans d'autres spots en France pour travailler ses compétences en slopestyle, ou de créer lui-même des bosses dans le jardin de ses parents. À partir de 2013, il crée à Figeac un terrain avec des infrastructures adaptées à la pratique du Dirt et du Slopestyle, avec le soutien de la mairie.
Paul commence sa participation au FMB World Tour dès 2012 dans des compétitions amateurs alors qu'il est âgé de seulement 16 ans. C'est à partir de cet âge là qu'il commence à s'associer à des sponsors, d'abord des entreprises locales comme Ride Boutik, puis des marques internationales comme Smith Optics ou Troy Lee Designs.
Il se met rapidement à concourir dans les compétitions en tant que professionnel et participe depuis chaque année aux différentes épreuves du FMB World Tour, entrant dans le top 20 puis top 10 mondial à partir de 2019.
Il réalise sa meilleure saison en 2023 avec une cinquième place au niveau mondial, et meilleur français. Sa saison est surtout marquée par une seconde place lors de la Redbull Joyride aux Crankworx Whistler, compétition la plus prestigieuse de la discipline Slopestyle.
Outre les compétitions Paul Couderc se fait également remarquer en sortant régulièrement des vidéos sur Internet où il met en avant ses nouvelles figures. Ses vidéos My War, My War II et My War III sorties respectivement en 2019, 2021 et 2023 ont été visionnées par plusieurs centaines de milliers de personnes et ont reçu les éloges de la communautés du VTT Slopestyle. Il y réalise notamment plusieurs figures jamais réalisées en VTT auparavant, et en invente même complètement certaines en s'inspirant de la discipline du parkour.

## Carrière
- 2015 : Il remporte pour la première fois les Natural Games de Millau.
- 2016 :
  - 1er de la compétition O'Marisquino en Espagne, sa première victoire sur le FMB World Tour.
- 2017 : 
  - Il remporte pour la seconde fois les Natural Games de Millau.
  - 2e lors du FISE à Chengdu en Chine.
  - 4e de la compétition O'Marisquino.
  - 6e du FISE de Montpellier.
  - Il intègre cette année-là les compétitions Crankworx, parmi les plus prestigieuses de la discipline Slopestyle.
- 2018 :
  - 4e lors du FISE à Chengdu.
  - 7e au GlemmRide Slopestyle.
- 2019 :
  - Troisième victoire aux Natural Games de Millau[14].
  - 2e lors du Swatch Rocket Air en Suisse.
  - 4e aux Crankworx d'Innsbruck.
  - Il termine au 13e rang mondial au terme de cette année 2019.
- 2020 : 
  - L'année 2020 est marquée par l'arrêt quasi total des compétitions en raison de la pandémie de Covid-19, il termine néanmoins 13e aux Crankworx Innsbruck, seule compétition de l'année.
- 2021 :
  - 6e des Crankworx Innsbruck.
  - 7e des Crankworx Rotorua en Nouvelle-Zélande.
  - 9e des Crankworx BC au Canada.
  - Il termine au 6e rang mondial au terme de l'année 2021[2].
- 2022 : 
  - 9e des Crankworx Innsbruck.
  - 7e des Crankworx BC au Canada.
  - 5e du Red Bull District Ride.
  - Il remporte le 4 Bikes Festival en Allemagne.
  - Il termine au 11e rang mondial au terme de cette année 2022[2].
- 2023 :
  - 7e des Crankworx Rotorua en Nouvelle-Zélande.
  - 7e des Crankworx Innsbruck.
  - Quatrième victoire aux Natural Games de Millau[15].
  - 2e de la Red Bull Joyride aux Crankworx BC, son premier podium lors d'un évènement Crankworx.
  - Il termine au 5e rang mondial au terme de l'année 2023[2].
- 2024 :
  - 7e des Crankworx Cairns en Australie.
  - 6e des Crankworx Innsbruck.
  - 12e de la Red Bull Joyride aux Crankworx BC.
  - Il termine au 7e rang mondial au terme de l'année 2024[2].
- 2025 :
  - 4e des Crankworx Rotorua en Nouvelle-Zélande.
  - 4e des Crankworx Cairns en Australie.

## Sponsors
Paul Couderc fait actuellement (mai 2025) partie de l'équipe Commencal.
Il est également sponsorisé par Monster Energy, Giro, Michelin, Ilabb, Title, Marzocchi, HT et Novatec.